# إيبرهارد لودفيغ (دوق فورتمبيرغ)
كان الدوق ايبرهارد لويس (18 سبتمبر 1676 - 31 أكتوبر 1733) هو الدوق العاشر لفورتمبيرغ، من 1692 حتى 1733.